# Cultivos industriales
Los cultivos industriales son los productos agrícolas de cuyo producto final no se obtiene un consumo directo, porque su transformación industrial es mucho más provechosa, generando grandes infraestructuras y una actividad económica muy importante. No se consideran cultivos industriales los cultivos alimentarios tradicionales, como los cereales, el olivo o la vid, a pesar de que para obtener el pan, el aceite de oliva o el vino sean necesarias las transformaciones que la industria alimentaria viene realizando desde el Neolítico; sino otros, tanto alimentarios (la remolacha azucarera -industria azucarera, muy conectada con la industria química-, las semillas oleaginosas -el girasol, la colza, la soja, el ricino, el cártamo-) como textiles (algodón, lino, cáñamo -industria textil-) o el tabaco (industria tabacalera).

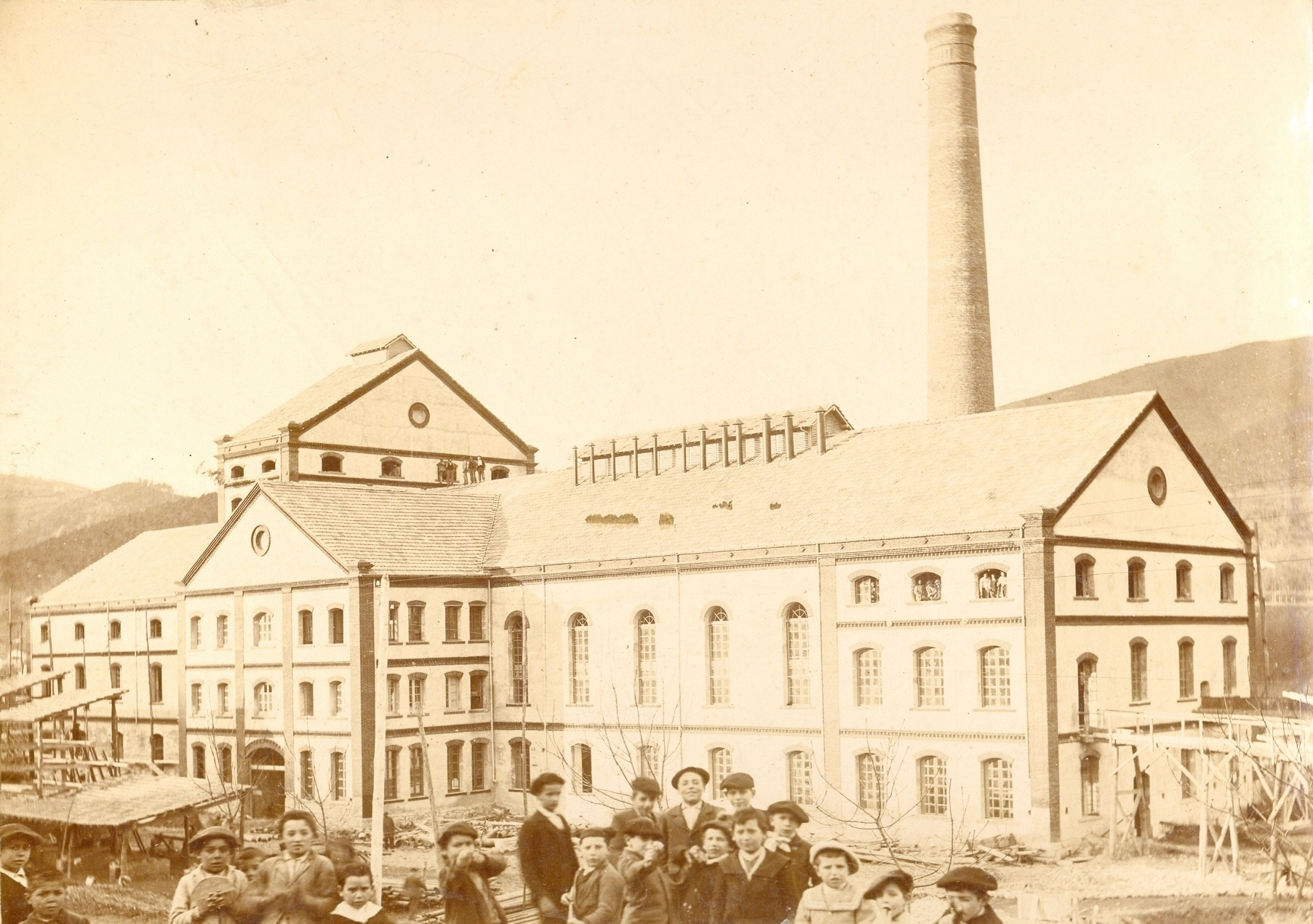
Azucarera de Pravia hacia 1900.
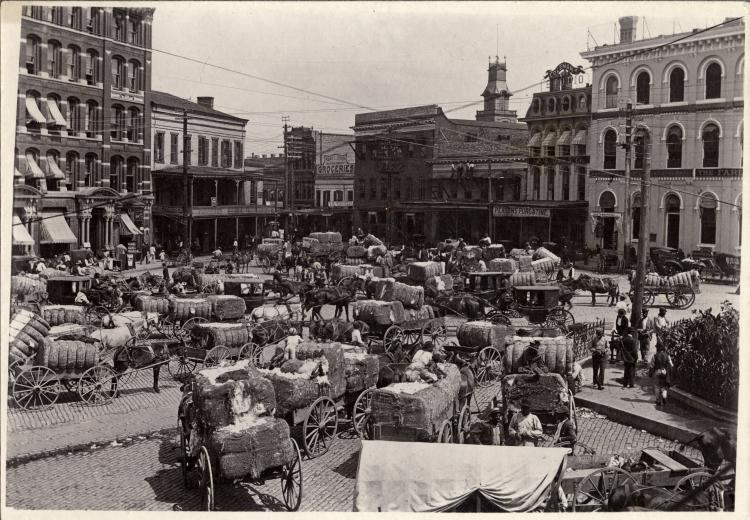
Mercado de algodón en Alabama hacia 1900.

## Automatización en la agricultura
La automatización en la agricultura incorpora el uso de drones, robots y software de inteligencia artificial para incrementar la eficiencia en actividades como la poda, polinización, cosecha, riego y procesamiento de productos agrícolas.
Esta automatización no solo busca la eficiencia en el uso de recursos como agua y fertilizantes, sino que también se extiende a todas las fases del ciclo de cultivo, ya sea en campo abierto o en invernaderos. En estos últimos, por ejemplo, los sistemas automatizados de control climático generan microclimas controlados que favorecen el desarrollo vegetativo de las plantas.
El control climático automatizado ofrece múltiples beneficios:
- Reducción del riesgo de daños por condiciones climáticas adversas.
- Regulación precisa y rápida de factores que afectan el microclima ideal para el cultivo: ventilación, radiación solar, humedad, temperatura y niveles de CO2.
- Cultivo fuera de temporada, lo que permite aumentar la producción y calidad de los cultivos, así como su precocidad.
- Mejor manejo de plagas y enfermedades.
- Ahorro significativo en el consumo de agua para riego mediante el control de la evapotranspiración.
- Mayor comodidad y seguridad en las labores agrícolas, así como una mayor uniformidad en los trabajos realizados.

Dado el crecimiento de la población y la variabilidad ambiental en el presente siglo, se espera que la seguridad global de los alimentos se vea amenazada. De hecho, el Banco Mundial prevé que, en el año 2050, se necesite producir por lo menos 50% más comida. Para satisfacer estos requerimientos, es necesario que la agricultura se parezca más a la manufactura, en otras palabras, «automatizar la agricultura». Con la automatización será posible maximizar la producción en los cultivos, utilizar menos insumos y mejorar la calidad de la cosecha.

### La agricultura de precisión
La agricultura de precisión, como su nombre lo indica, se enfoca en la aplicación precisa de los insumos en los cultivos. Esta técnica surgida en los años ochenta, consiste en sistemas que utilizan de manera extensiva la tecnología GPS y telemetría, para mapear de forma precisa el terreno de cultivo. Junto con el software adecuado, pueden informar al agricultor el estado de su cultivo y en que partes se requiere de agua, fertilizantes y pesticidas.

### La automatización en sistemas de riego
El agua es el recurso más valioso en las comunidades y también el más desperdiciado durante el ejercicio de la agricultura. Es por esta razón, que surgieron los sistemas de riego autónomos, los cuales tienen por objetivo optimizar el uso del agua. Estos sistemas buscan resolver un problema complejo con el uso de diversos sensores, tales como los de temperatura, humedad y PH. Gracias a estos sistemas es posible conocer donde y cuando es necesitado el agua; además de la duración y la cantidad necesaria.

### La automatización en las granjas verticales
Las granjas verticales son espacios controlados donde las plantas se cultivan en diferentes niveles, aprovechando mejor la luz solar y abarcando mucho menos terreno. Con la automatización en las granjas verticales, se pueden obtener las mejores condiciones climáticas para la cosecha, mejorar su calidad y regular de forma eficaz el ciclo de crecimiento de las plantas. El sistema consiste en la utilización de controles automáticos en los procesos de iluminación, en la irrigación de agua y de pesticidas.

### Vehículos autónomos agrícolas
La tecnología de los vehículos autónomos se encuentra en un desarrollo acelerado durante la presente década. 

### Uso de drones en la agricultura
Una oportunidad que se ha explorado recientemente consiste en la utilización de drones en el monitoreo del crecimiento de cultivos para encontrar hierbas en mal estado, e incluso para aplicar pesticidas y herbicidas. 